# Sunrise (Floryda)
Sunrise – miasto w stanie Floryda w hrabstwie Broward w Stanach Zjednoczonych. Według spisu w 2020 roku liczy 97,3 tys. mieszkańców. Należy do obszaru metropolitalnego Miami. 
W tym mieście swoją siedzibę ma zespół hokejowy Florida Panthers.